# فولوسترات
فولوِسترات (انگلیسی: Fulvestrant) یک داروی تجویزی آنتی‌استروژن برای درمان سرطان پستان «HR مثبت» در یائسگی و همچنین درمان ترکیبی سرطان پستان «HR مثبت» و «HER2/neu منفی» با آبماسیکلیب و پالبوسیکلیب در کسانی است که علیرغم درمان هورمونی، بیماری‌شان پیشرفت کرده است. این دارو از طریق تزریق عضلانی تجویز می‌شود.
فولوِسترات یک تجزیه‌کننده انتخابی گیرنده استروژن (SERD) است و نخستین دارویی از این خانواده است که مورد تأیید قرار گرفت. این دارو با اتصال به گیرنده استروژن و بی‌ثبات کردن آن عمل می‌کند و باعث می‌شود که فرآیندهای طبیعی تخریب پروتئین سلول آن را از بین ببرد.
فولوِسترات در سال ۲۰۰۲ در ایالات متحده آمریکا و در سال ۲۰۰۴ در اتحادیهٔ اروپا برای درمان سرطان پستان تأیید شد. این دارو همچنین برای مدیریت علائم در نشانگان مک‌کین–آلبرایت کاربرد دارد.

## موارد منع مصرف
فولوِسترات نباید در کسانی که نارسایی کلیه دارند یا زنانی که باردار هستند، مصرف شود.

## عوارض جانبی
عوارض جانبی بسیار شایع (که در بیش از ۱۰٪ افراد رخ می‌دهد) شامل حالت تهوع، واکنش‌های محل تزریق، احساس ضعف و افزایش سطح ترانس آمینازها کبدی است. عوارض جانبی شایع (بین ۱ تا ۱۰٪) شامل عفونت‌های دستگاه ادراری، واکنش‌های حساسیتی شدید، از دست دادن اشتها، سردرد، لخته شدن خون در رگ‌ها، گرگرفتگی، استفراغ، اسهال، افزایش بیلی‌روبین، بثورات و کمردرد است. در یک کارآزمایی بالینی بزرگ، بروز ترومبوز سیاهرگی (VTE) با فولوِسترات ۰٫۹٪ بود.

## داروشناسی

### فارماکودینامیک
این دارو یک آنتی‌استروژن و آنتاگونیست گیرنده استروژن و همچنین یک تجزیه‌کننده انتخابی گیرنده استروژن (SERD) است. این ماده با اتصال به گیرنده استروژن و آب‌گریزتر کردن آن عمل می‌کند، که باعث ناپایدار شدن گیرنده و تاخوردگی نادرست آن می‌گردد، که به نوبه خود منجر به آغاز فرآیندهای طبیعی داخل سلولی برای تخریب آن می‌شود.
علاوه بر اثر یادشده، این دارو آگونیست گیرندهٔ ۱ استروژنی جفت‌شونده با پروتئین جی با میل ترکیبی اندک است.

### فارماکوکینتیک
فولوِسترات پس از تزریق عضلانی به آرامی جذب می‌شود و حداکثر سطح خونی (Cmax) پس از ۵ روز به‌طور متوسط با دامنه ۲ تا ۱۹ روز به دست می‌آید. نیمه‌عمر فولوِسترات با تزریق عضلانی ۴۰ تا ۵۰ روز است. این نیمه‌عمر ۴۰ برابر بیشتر از نیمه عمر فولوِسترات با تزریق داخل وریدی است که نشان می‌دهد نیمه عمر طولانی آن با تزریق عضلانی به دلیل جذب آهسته از محل تزریق است.
فولوِسترات از سد خونی مغزی در حیوانات عبور نمی‌کند و ممکن است در انسان نیز از آن عبور نکند. بر این اساس، هیچ اثری از فولوِسترات بر عملکرد مغز در پژوهش‌های پیش‌بالینی یا تحقیقات بالینی مشاهده نشده است. فولوِسترات به میزان بسیار زیادی (تقریبا ۹۹٪) به پروتئین‌های پلاسما متصل می‌شود. به لیپوپروتئین با چگالی بسیار کم، لیپوپروتئین با چگالی کم و لیپوپروتئین با چگالی بالا متصل است، اما به گلوبولین متصل‌شونده به هورمون جنسی اتصال نمی‌یابد. بیشتر دارو از طریق مدفوع دفع می‌شود.

### شیمی
نام شیمیایی این دارو «۷آلفا-[۹-[(۴٬۴٬۵٬۵٬۵-پنتافلوئوروپنتیل)سولفینیل]نونیل]استرادیول» است که یک ترکیب آلی و نوعی استروئید استران مشتق از هورمون استرادیول محسوب می‌شود و یک سولفوکسید در گروه آلکیل دارد. این دارو از طریق شیوهٔ «طراحی منطقی دارو» کشف شد، اما برای توسعه بیشتر آن از شیوهٔ غربال‌گری فنوتیپی استفاده شد.